# Дедков, Алексей Петрович
Алексе́й Петро́вич Дедко́в (1 апреля 1924, Дятьково — 29 ноября 2007, Казань) — советский и российский геоморфолог, доктор географических наук (1967), профессор (1968), заслуженный деятель науки ТАССР (1989), заслуженный деятель науки Российской Федерации (1995), почетный член Русского географического общества (1995), член Международной комиссии по полевым экспериментам в геоморфологии (1992—1996).
А. П. Дедкову принадлежит свыше 500 печатных работ в области геомофологии, физической географии, геологии, внесших значительный вклад в изучение экзогенного рельефообразования, развитие климатической и динамической геоморфологии.

## Биография
Алексей Петрович родился 1 апреля 1924 г. в городе Дятьково (ныне Брянской области). В июне 1941 года вместе с родителями был эвакуирован в г. Сызрань Куйбышевской области, откуда в августе 1942 г. он был призван в Красную Армию. Боевой путь от Харькова до Праги лейтенант артиллерии А. П. Дедков в качестве командира взвода управления батареи, а затем начальника разведки дивизиона 964 артполка 409 стрелковой дивизии, прошел по Украине, Молдавии, Румынии, Венгрии, Словакии, Австрии и Чехии. Награждён четырьмя орденами и двенадцатью медалями, в том числе орденами Отечественной войны II степени, Красной Звезды.
После окончания войны и демобилизации, сдав экстерном экзамены за первый курс, Алексей Петрович в 1947 г. был принят на второй курс географического факультета Казанского университета. Вся его дальнейшая судьба была неразрывно связана с кафедрой физической географии (в последующем физической географии и геоэкологии) Казанского университета. В 1951 г. А. П. Дедков с отличием оканчивает географический факультет Казанского университета по специальности «геоморфология».
С 1951 по 1955 гг. Алексей Петрович работал ассистентом кафедры физической географии Казанского университета и одновременно геологом Ульяновской геолого-поисковой экспедиции. В 1953 г. в свет вышла первая научная работа А. П. Дедкова «О денудационных поверхностях (поверхностях выравнивания) Ульяновского Приволжья». В 1955 защитил кандидатскую диссертацию, в 1958 г. ему присвоено учёное звание доцента. В 1960 г. он принимал участие в экспедиции в Северный Ледовитый и Атлантический океаны.
В 1963 году — редактор и ведущий автор коллективных монографий «Природа Ульяновской области» (второе издание в 1978 г.) и «Легенды к картам геоморфологическим и новейшей тектонике Поволжья и Приуралья». В это же время читал лекции в университетах Лейпцига и Берлина. Трижды (с 1963—1965, 1968—1973, 1979—1983) занимал должность декана географического факультета Казанского университета.
В 1967 г. Алексей Петрович успешно защищает докторскую диссертацию. В том же году в соавторстве с Г. В. Бастраковым издана монография «Экзотектоническая складчатость платформы». В 1968 г. А. П. Дедков читает лекции в университетах Праги и Будапешта, проводит экспедиционные исследования в Чехословакии и Венгрии. В 1970 г. ему присвоено учёное звание профессора, в том же году издана монография «Экзогенное рельефообразование в Казанско-Ульяновском Приволжье», а год спустя (в 1971 г.) — монография «Аналитическое изучение крупнообломочного материала» (соавтор Г. П. Бутаков). В 1977 г. издана монография «Климатическая геоморфология денудационных равнин» (соавторы В. И. Мозжерин, А. В. Ступишин, А. М. Трофимов), в том же году Алексей Петрович избран членом Комиссии по полевым экспериментам в геоморфологии Международного географического союза (МГС).
В период с 1983 по 1986 гг. Алексей Петрович является советником ректора Кабульского университета (Афганистан). В течение трех лет А. П. Дедков читает лекции в Кабульском университете и проводит работы по геоморфологии Афганистана. За научную и общественную деятельность в Афганистане Алексей Петрович награждён афганским орденом «Слава».
В 1984 г. А. П. Дедковым совместно с В. И. Мозжериным опубликована монография «Эрозия и сток наносов на Земле», принесшая авторам международную известность. В 1989 г. А. П. Дедкову присвоено почетное звание «Заслуженный деятель науки Татарской АССР». С 1990 по 2007 гг. А. П. Дедков работает в редколлегии журнала «Геоморфология». В 1994 г. Алексей Петрович избран действительным членом Академии наук высшей школы, а в 1995 г. ему присвоено почетное званин «Заслуженный деятель науки Российской Федерации»; в том же году А. П. Дедков избран почетным членом Русского географического общества, в 1996 г. — почетным академиком Академии проблем водохозяйственных наук, в 2004 г. — Заслуженным профессором Казанского университета. В 2005 г. ему присуждена Государственная премия Республики Татарстан в области науки и техники.
Алексей Петрович Дедков скончался 29 ноября 2007 г. и похоронен на Арском кладбище в Казани.